# Андерсон, Шервуд
Ше́рвуд А́ндерсон (англ. Sherwood Anderson, 13 сентября 1876, Камден, Огайо — 8 марта 1941, Колон, Панама) — американский писатель, поэт, драматург, журналист.

## Биография
Родился в семье шорника, третий из семи детей. В 1883 году семья переехала в Клайд, штат Огайо. Этот город позже послужил прототипом Уайнсбурга в одноимённом произведении Андерсона. Не получил среднего образования, так как бросил школу и сменил множество разных занятий, чтобы содержать семью после смерти отца. Примерно через год после смерти матери (1895) уехал в Чикаго, где поступил на службу на склад, но сразу был призван в армию на Кубу (Испано-американская война). По возвращении (после 1900) год отучился в Виттенбергском колледже в Спрингфилде (штат Огайо), затем вернулся в Чикаго. Начал писать эссе и рассказы.
В 1904 году женился на Корнелии Лэйн, переехал в Кливленд, где стал главой почтовой фирмы, затем открыл собственный бизнес в Элирии, штат Огайо. В 1910 году начал писать романы, но в 1912 году пережил тяжёлый нервный срыв, после чего вернулся в Чикаго. В 1916 году развёлся (от первого брака осталось трое детей), в том же году женился на скульпторе Теннесси Митчелл, в 1924 — на управляющей книжным магазином Элизабет Пролл и поселился в Новом Орлеане, где познакомился с подчиненным своей жены, Уильямом Фолкнером. В 1929 году разошёлся и с этой женой, женился в четвёртый раз в 1933 году на Элинор Коуперхэйвер.
В 1921 и 1927 годах путешествовал по Европе. В 1926 году купил ферму около Мэрион, штат Виргиния, где и поселился до конца жизни. В 1941 году отправился с женой в путешествие в Южную Америку, но на корабле заболел и умер от перитонита в Зоне Панамского Канала. Похоронен на кладбище в Мэрион.

## Творчество
Начал публиковаться в 1914 году, полностью посвятил себя литературе с 1923 года. Новеллистика Андерсона (сборники «Уайнсбург, Огайо» — 1919; «Торжество яйца» — 1921; «Кони и люди» — 1923, и другие) принадлежит к лучшим страницам американской словесности и стала образцом для Фолкнера, Томаса Вулфа, Стейнбека, Рэя Брэдбери. Хемингуэю принадлежит пародия на Андерсона — повесть «Вешние воды» (1926), ознаменовавшая творческий разрыв между писателями. Сборник «Уайнсбург, Огайо», объединяющий 25 рассказов о жизни вымышленного провинциального города на Среднем Западе (общей сюжетной линии нет, но многие персонажи переходят из рассказа в рассказ, а один — Джордж Уиллард — проходит почти через все рассказы сборника, и книга заканчивается его отъездом из Уайнсбурга), был с большим энтузиазмом воспринят критикой. Более позднее творчество Андерсона, 1920-х и особенно 1930-х, не получило столь восторженных оценок, и часто считается, что поздние произведения Андерсона не оправдали тех ожиданий, которые он создал своими ранними работами.

## Избранные прозаические произведения

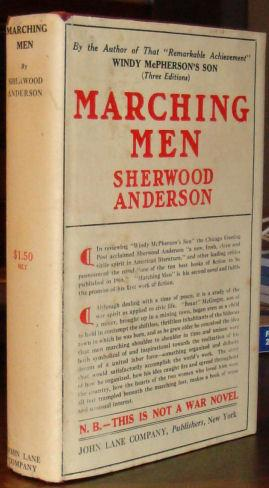
В ногу ! Издание 1917 года

- Windy McPherson`s Son (1916, роман)
- В ногу! (1917, роман)
- Песни Срединной Америки (англ. Mid-American Chants; 1918)
- Уайнсбург, Огайо (1919)
- Poor White (1920, роман)
- The Triumph of the Egg (1921)
- Horses and Men (1923)
- Many Marriages (1923, роман)
- A Story Teller`s Story (1924, автобиография)
- Dark Laughter (1925, роман)
- Tar: A Midwest Childhood (1926, автобиография)
- Beyond Desire (1932, роман)
- Sherwood Anderson`s Memoirs (1942, воспоминания, посмертно)

## Другие сочинения
- Sherwood Anderson/Gertrude Stein: Correspondence and Personal Essays / Ed. by Ray Lewis White. Chapel Hill: University of North Carolina Press, 1972
- Selected letters/ Ed. by Charles E Modlin. Knoxville: University of Tennessee Press, 1984
- The Sherwood Anderson Diaries, 1936 — 1941 / Ed. by Hilbert H Campbell. Athens: University of Georgia Press, 1987
- Early writings/ Ed. by Ray Lewis White. Kent: Kent State UP, 1989
- American Spring Song: the Selected Poems of Sherwood Anderson/ Ed. by Stuart Downs. Kent: Kent State UP, 2007

## Публикации на русском языке
- В ногу! Л.: Мысль, 1927
- По ту сторону желания. М.: Гослитиздат, 1933
- История рассказчика. М.: Гослитиздат, 1935
- Рассказы. М.: Гослитиздат, 1959
- Избранное. М.: Художественная литература, 1983
- В ногу. М.: Наука, 2000 (Литературные памятники)
- Уайнсбург, Огайо. М.: Текст, 2002
- Творчество Гертруды Стайн // Иностранная литература. 1999. № 7
- из "Песен Срединной Америки"// Новый мир. 2020. №6, переводчик Ольга Аникина